# Stora Ekebergs sanatorium

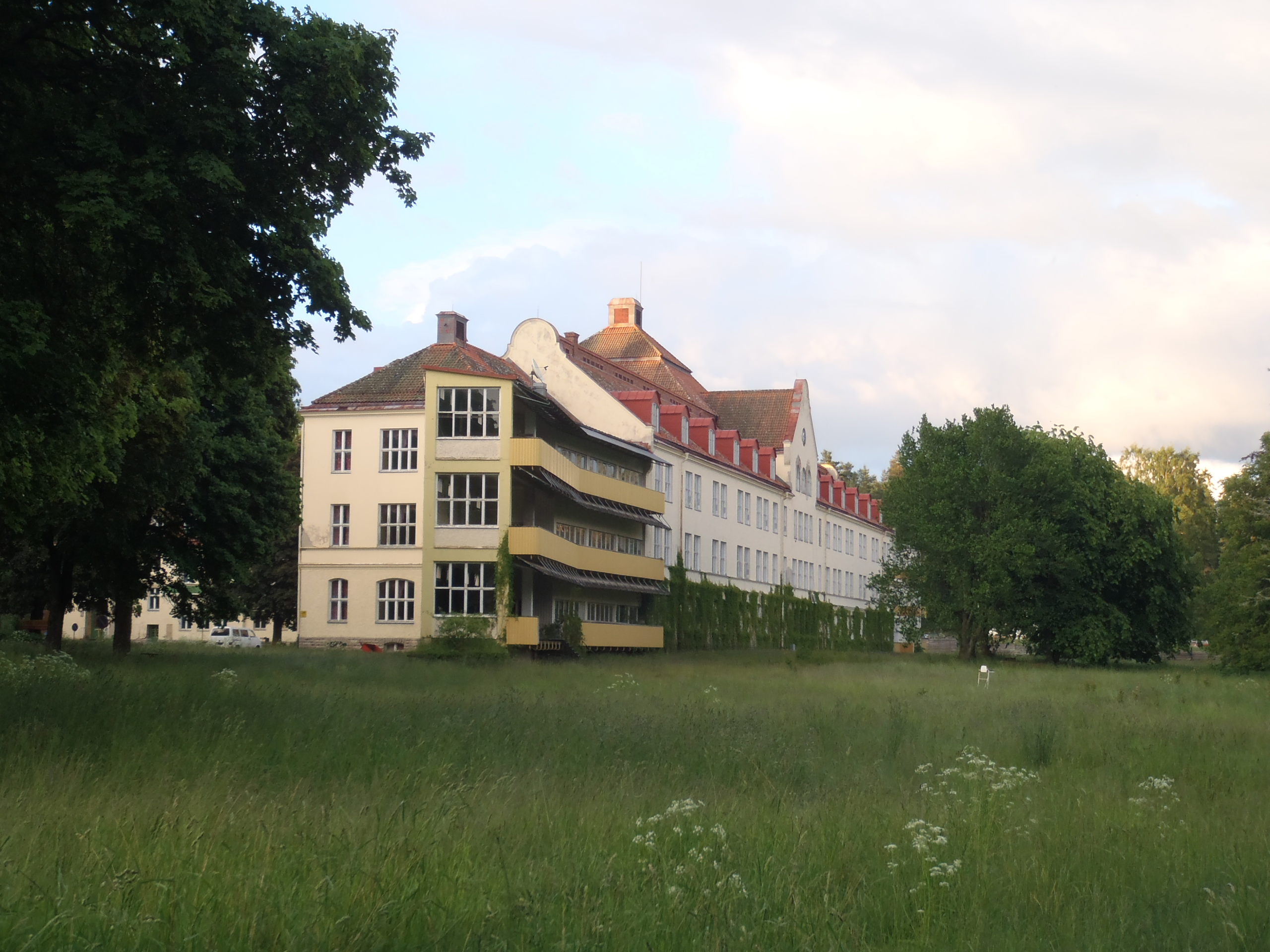
Stora Ekebergs sanatorium i modern tid.

Stora Ekebergs sanatorium var ett sjukhus för tbc-patienter nära Skara, vilket började byggas 1914 och invigdes den 3 januari 1918. Det ritades av Ernst Stenhammar. Åren 1918–1923 hade sjukhuset 180 vårdplatser, som senare utökades till 254 platser åren 1936–1947. 
Här har bland annat offer från tyska koncentrationsläger vårdats vid 1940-talets mitt. Därefter behandlades allt fler kroniskt sjuka patienter, då behovet av sanatorieplatser minskade. Landstinget beslutade 1965 att avveckla Stora Ekebergs sjukhus som lungsjukhus då Kärnsjukhuset i Skövde skulle ta över. Det dröjde ända fram till år 1976 för de 64 platser för lungsjuka att flytta över till Kärnsjukhuset i Skövde. År 1980 byggdes två avdelningar om för långvård och 1989 upphörde all landstingets sjukvårdsverksamhet på Ekeberg, som sålts fem år tidigare.
Stora Ekeberg var under flera år ett vandrarhem, som låg strategiskt nära Sommarlandet utanför Skara.
Stora Ekeberg köptes i oktober 2012 av Bert Karlsson och en kompanjon. Stora Ekeberg användes under Karlssons ägo bland annat som flyktingförläggning under migrationskrisen i Europa under 2010-talets andra hälft. Idag (2020) står byggnaden oanvänd.